# Михаило Петровић (фудбалер)
Михаило Петровић (18. октобар 1957) бивши је српски фудбалер.

## Каријера
Током каријере играо је за Рад, Црвена звезда, Олимпија Љубљана, Динамо и Штурм.

## Репрезентација
За репрезентацију Југославије дебитовао је 1980. године.

## Статистика
| Југославија | Југославија | Југославија |
| Год.        | Ута.        | Гол.        |
| ----------- | ----------- | ----------- |
| 1980        | 1           | 0           |
| Укупно      | 1           | 0           |